# Valmet
Die Valmet ist ein börsennotierter Konzern mit dem Hauptsitz in Espoo, Finnland. Das Unternehmen ist ein Anbieter von Dienstleistungen und Technologien für die Zellstoff-, Papier- und Energieindustrie. Valmet in seiner heutigen Form entstand im Dezember 2013 als Abspaltung vom Mischkonzern Metso.

## Geschichte
Valmet (ursprünglich Valtion Metallitehtaat – Staatliche Metallwerke) wurde 1951 im Zuge der Vereinigung sämtlicher metallverarbeitenden Unternehmen in Finnland gegründet. Diesen Schritt machte Finnland, um die Kriegsreparationen gegenüber der Sowjetunion bezahlen zu können. Valmet vereinigte verschiedene Arten von Unternehmen, die in ihren Fabriken viele verschiedene Produkte herstellten, wie z. B. Flugzeuge, Automobile, Eisenbahnwagen, Waffen und Dinge des alltäglichen Lebens.
Viele Teile des Unternehmens wurden in den letzten Jahren verkauft oder mit anderen Unternehmen fusioniert, so gehört die Luftfahrtsparte heute zu Patria und die Schifffahrtssparte zu Aker. Die Forstmaschinensparte von Valmet wurde wiederum 2004 an das japanische Unternehmen Komatsu verkauft. Durch die Fusion mit Rauma Oy 1999 ging Valmet mit seinen Subunternehmen und Marken im Nachfolgeunternehmen Metso auf.
Ende Mai 2013 gab Metso die Abspaltung der Sparte Metso Pulp, Paper & Power unter dem Namen Valmet bekannt.

## Teilbereiche des historischen Unternehmens

### Waffen- und Militärindustrie

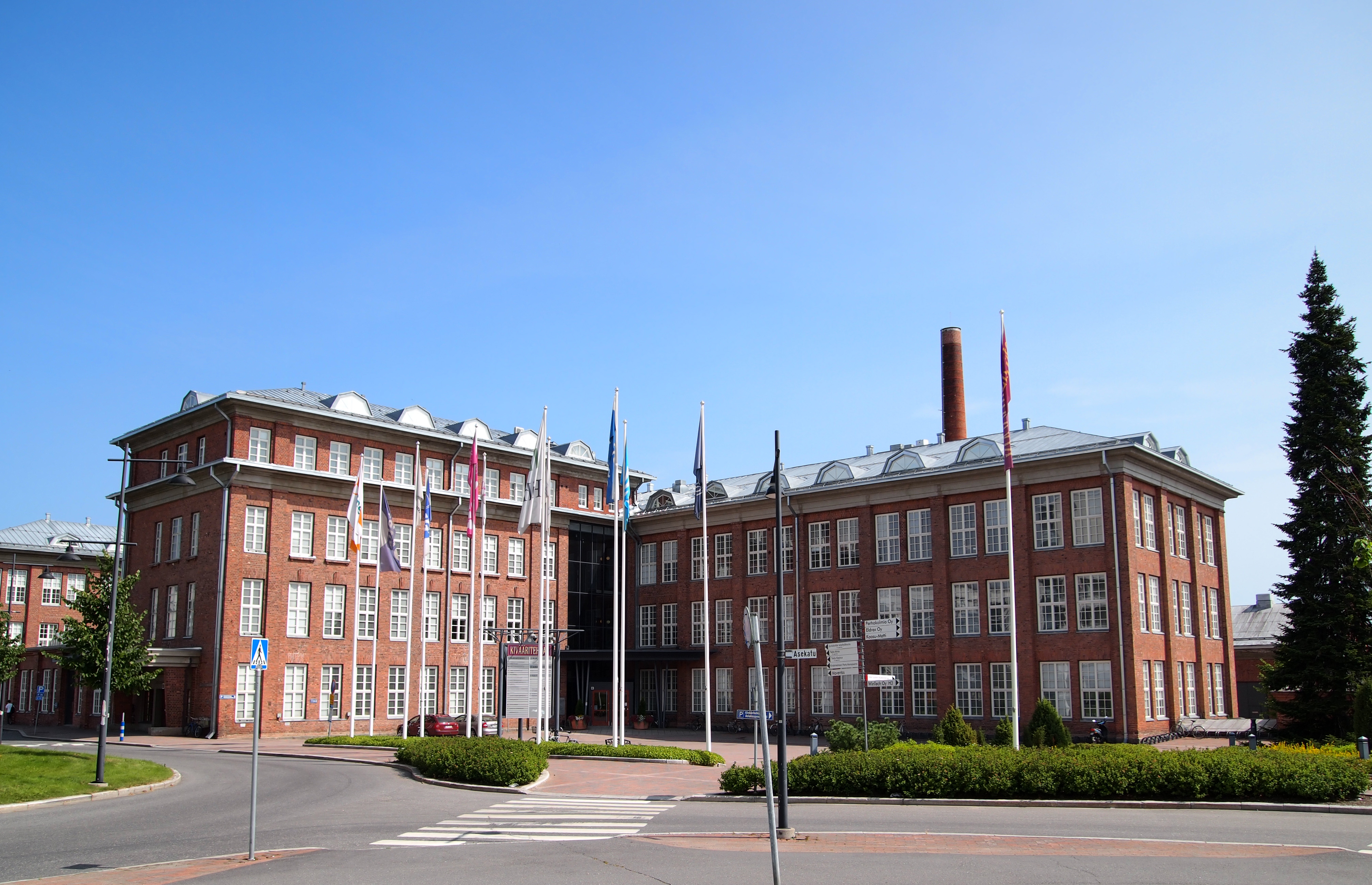
Das Werksgebäude der ehemaligen VKT-Gewehrfabrik Valtion Kivääritehdas (2013)

Die Vorgeschichte beginnt 1926 mit der Gründung der staatlichen Gewehrfabrik Valtion Kivääritehdas in Tourula, einem ehemaligen Vorort von  Jyväskylä. Das Werksgelände wurde 1925 von der Papierfabrik Kankaan paperitehdas erworben. Das Werksgebäude entstand 1926/27 im Stil des Neoklassizismus und ist bis in das 21. Jahrhundert erhalten.
Der Betrieb und die Entwicklung waren eng mit den finnischen Streitkräften, mit Kooperationen zu anderen Staatsbetrieben und dem nur drei Kilometer entfernten Waffenhersteller Tikkakoski verbunden. Bekannte Modelle der Serienproduktion von VKT waren beispielsweise das leichte Maschinengewehr Lahti-Saloranta M/26, die Pistole Lahti L-35, die Panzerbüchse Lahti L-39 und Flugabwehrgeschütze. Das Werk wurde im Zweiten Weltkrieg teilweise evakuiert und nach Kriegsende auf andere Produkte umgestellt. Ab 1950 wurde die Fertigung mit Valmet-Traktoren und Valmet-Waffen fortgeführt.
Valmet hat bis Ende der 1990er Jahre Sport-, Jagd- und Militärwaffen entwickelt und produziert. Teile der Waffenproduktion wurden mit Sako fusioniert, die wiederum zum Bestand der Beretta Holding wechselten. Ein Überblick der von Valmet hergestellten Waffen findet sich in der Liste der Handfeuerwaffen, Abschnitt Valmet. Des Weiteren wurden verschiedene Flugzeuge für die finnische Luftwaffe hergestellt.

### Flugzeuge

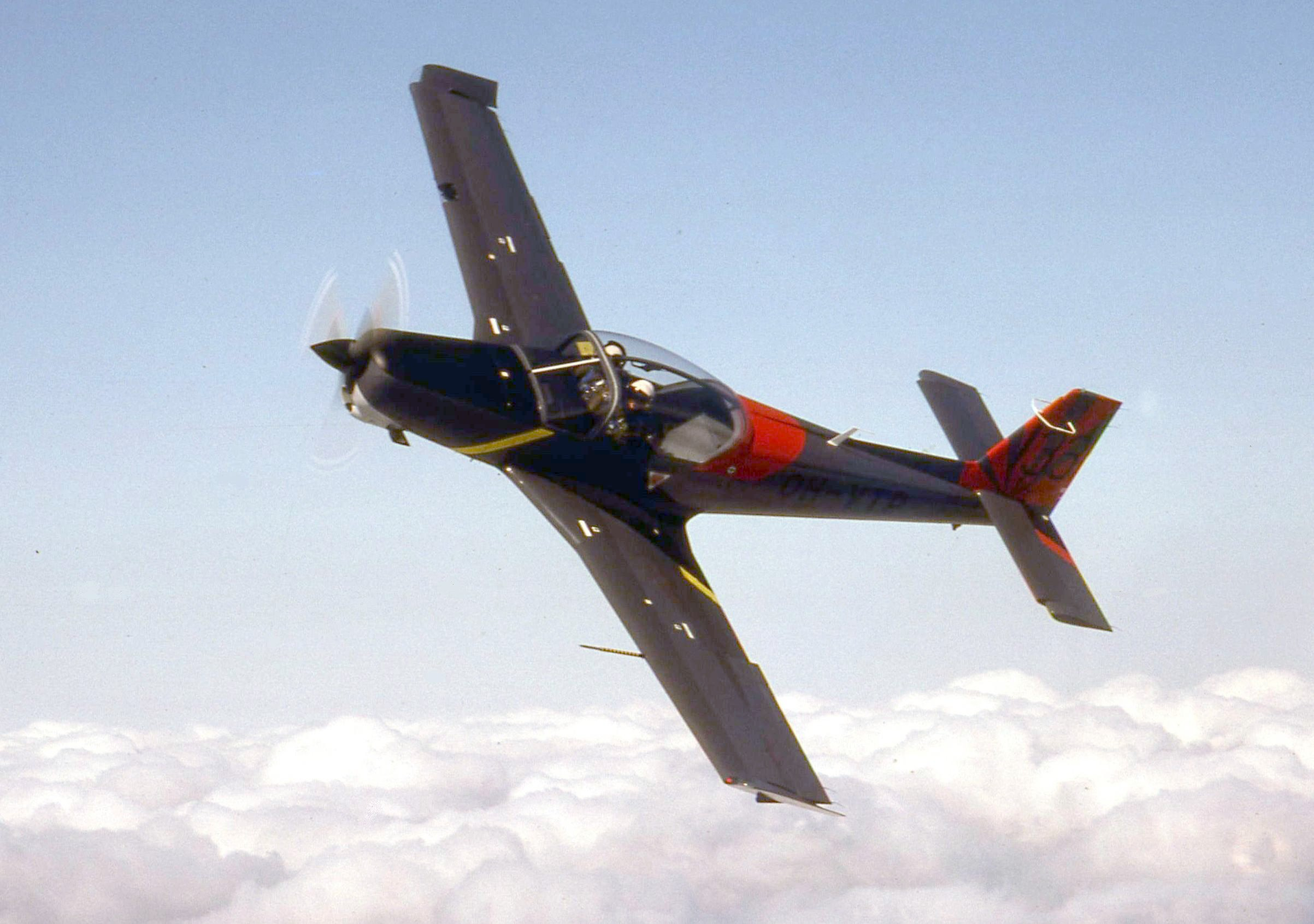
Valmet L-90 TP RediGO

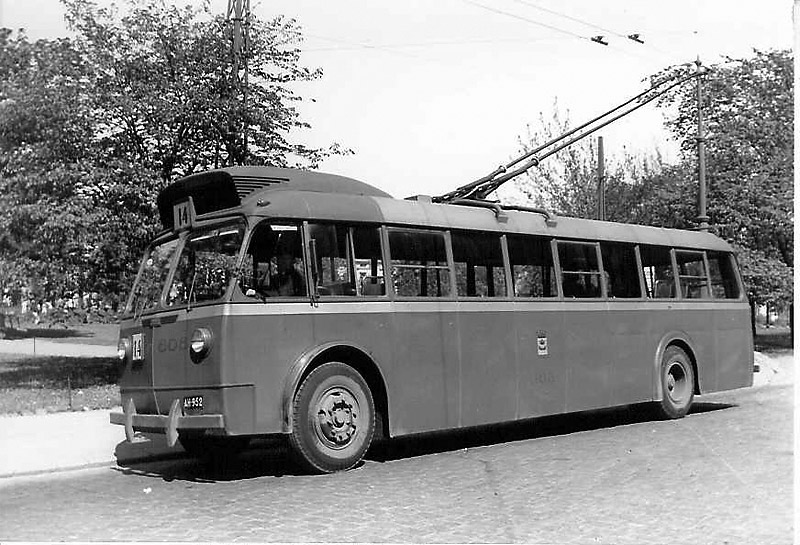
Ein Oberleitungsbus von Valmet

Die Valtion lentokonetehdas (deutsch: „Staatliches Flugzeugwerk“) mit Produktionsstätten in Tampere, Kuorevesi und Nokia-Linnavuori wurde nach dem Kriegsende 1945 im Zuge der Fusion in Metallindustrie zunächst in Valtion Metallitehtaat Lentokonetehdas (deutsch: „Staatliche Metallwerke Flugzeugwerk“) und 1951 schließlich in Valmet Lentokonetehdas (deutsch: „Valmet Flugzeugwerk“) umbenannt. 1967 wurden alle Aktivitäten am Standort Kuorevesi gebündelt. 1989 erfolgte ein weiterer Namenswechsel hin zu Valmet Lentokoneteollisuus (deutsch: „Valmet Flugzeugindustrie“), ehe dieser Bereich am 5. September 1996 im Zuge der Privatisierung Valmets als Patria Finavitec Oy in den neu geschaffenen Konzern Patria eingegliedert wurde.
Unter dem Namen Valmet wurden die Schulflugzeuge Tuuli II (1951), Vihuri (1951), L-70 Vinka (1975) und L-90 TP RediGO (1985) sowie der Segelflugzeugschlepper PIK-23 Towmaster (1982) produziert.

### Automobile
Unter dem Namen Saab-Valmet gründeten die schwedische Saab-Scania und Valmet 1968 in Uusikaupunki ein Gemeinschaftsunternehmen zur Fertigung von Automobilen. Nach dem Ausstieg Saabs 1992 wurde Valmet alleiniger Eigentümer. Das Unternehmen wurde 1995 in Valmet Automotive umbenannt und ging 1999 mit der Fusion in den Besitz von Metso über, wo es auch nach der Wiedergründung von Valmet 2013 verblieb.
Im Januar 2017 hat der chinesische Batteriehersteller CATL 22 % der Anteile der Autosparte Valmet Automotive übernommen, als Grundlage für eine strategische Partnerschaft in der Produktion elektrifizierter Fahrzeuge.

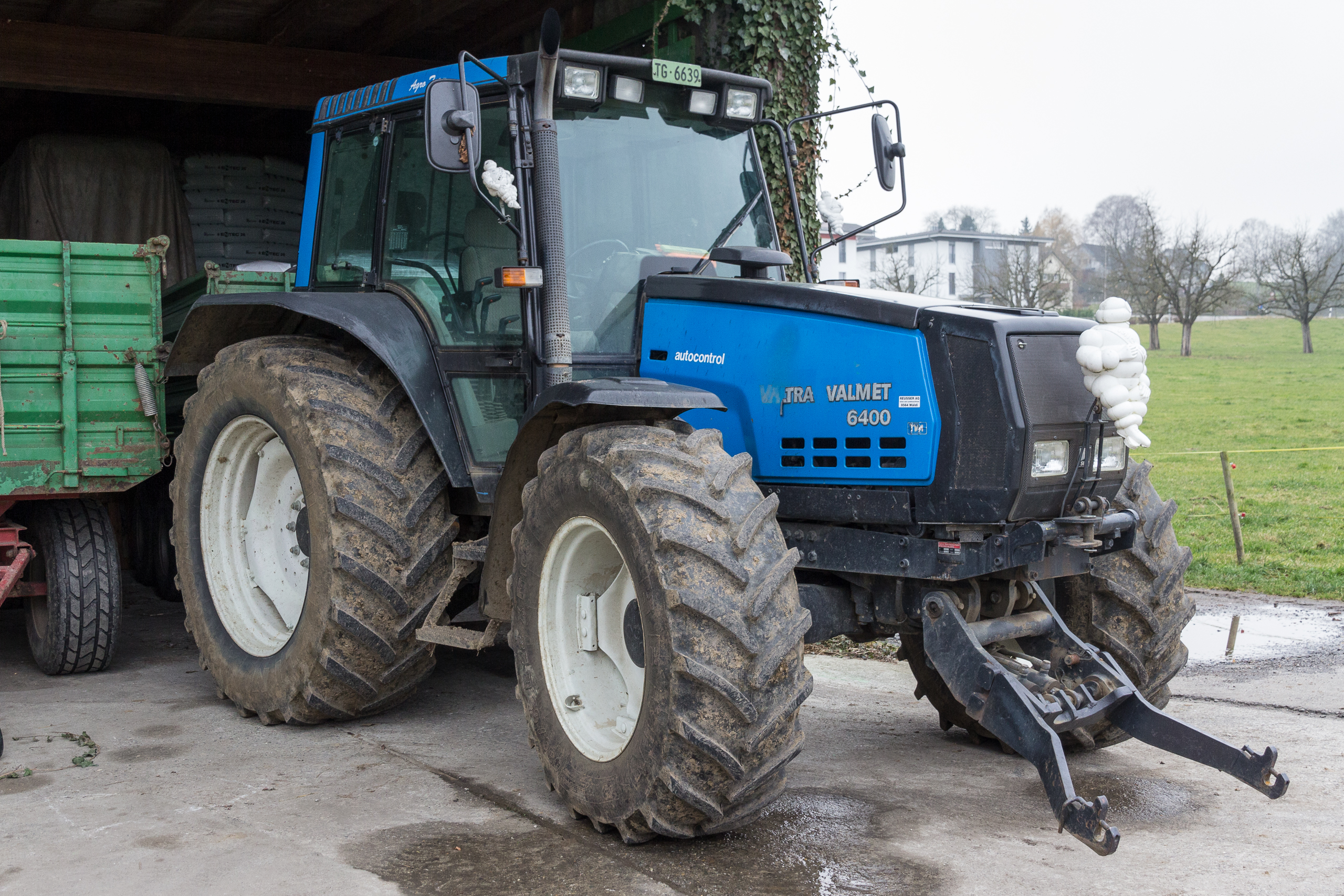
Valtra Valmet 6400

### Landmaschinen
Valmet begann 1951 mit der eigenen Fertigung von Traktoren und übernahm 1979 die Traktorensparte von Volvo. 1994 wurde dieser Geschäftszweig an Sisu veräußert. Im Rahmen des Verkaufs wurde die Nutzungsrechte der Marke „Valmet“ für Traktoren bis April 2001 befristet, so dass ab 1997 zunächst unter dem Eigentümer, der finnischen Partek-Gruppe, die Doppelmarke „Valtra Valmet“ etabliert wurde, ehe schließlich im Januar 2001 die endgültige Umbenennung in Valtra erfolgte.

### Schiffswerften
Zu Valmet gehörten auch Schiffswerften, die nach einigen Umstrukturierungen später zum Aker-Konzern gehörten.

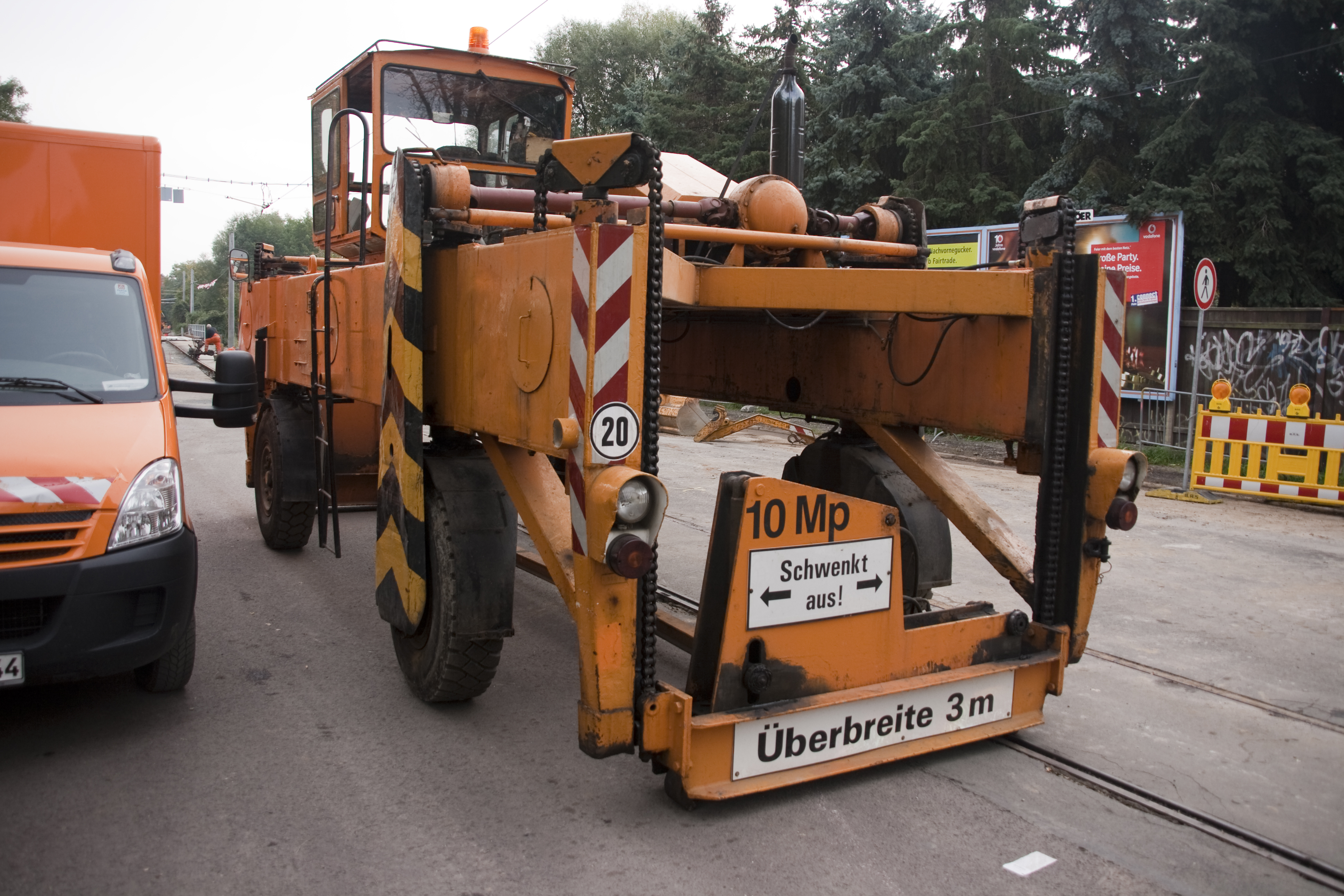
Valmet Torlader – Großverbundplatten-Transport- und -Montagegerät

### Baumaschinen
Für die Montage von Großverbundplatten des Straßenbahn-Gleisbaus wurden Torlader produziert.

### Schienenfahrzeuge
1991 wurde das Fahrzeugwerk der Firma Valmet in Tampere in Finnland in Škoda Transtech eingegliedert. Hier fand die Fertigung von Lokomotiven und Personenwagen statt.